# Persone di nome Moritz
| Questa pagina contiene informazioni ricavate automaticamente dalle voci biografiche con l'ausilio del template Bio e di un bot. L'aggiornamento è periodico e automatico e ricostruisce completamente la pagina. Se manca una persona in questa lista, sei pregato di non aggiungerla, ma accertati piuttosto che la sua voce biografica contenga il template Bio e che i dati anagrafici siano correttamente compilati. Se il template Bio manca, inseriscilo tu stesso o, in alternativa, metti l'avviso {{tmp\|Bio}} che ne segnala la mancanza. Se i dati riportati sono sbagliati, correggi direttamente la voce biografica; le modifiche saranno visibili in questa lista entro pochi giorni. Per chiarimenti vedi il progetto antroponimi. La lista contiene solo le 70 persone che sono citate nell'enciclopedia e per le quali è stato implementato correttamente il template Bio. Pagina aggiornata al 22 lug 2025. |

Questa è una lista di persone presenti nell'enciclopedia che hanno il nome Moritz, suddivise per attività principale.

## Allenatori di calcio(1)
- Moritz Volz, allenatore di calcio, dirigente sportivo e ex calciatore tedesco (Siegen, n. 1983)

## Ammiragli(1)
- Moritz Manfroni von Manfort, ammiraglio austriaco (Vienna, n. 1832 - Trieste, † 1889)

## Astronomi(1)
- Moritz Ludwig George Wichmann, astronomo tedesco (Celle, n. 1821 - Königsberg, † 1859)

## Attori(3)
- Morey Amsterdam, attore statunitense (Chicago, n. 1908 - Los Angeles, † 1996)
- Moritz Bleibtreu, attore tedesco (Monaco di Baviera, n. 1971)
- Moritz Jahn, attore tedesco (Amburgo, n. 1995)

## Banchieri(1)
- Moritz von Fries, banchiere, collezionista d'arte e mecenate austriaco (Vienna, n. 1777 - Parigi, † 1826)

## Bobbisti(1)
- Moritz Heidegger, bobbista liechtensteinese (Triesen, n. 1932 - Samedan, † 1956)

## Botanici(2)
- Moritz Balthasar Borkhausen, botanico tedesco (Gießen, n. 1760 - Darmstadt, † 1806)
- Moritz Richard Schomburgk, botanico tedesco (Freyburg, n. 1811 - Adelaide, † 1891)

## Calciatori(11)
- Moritz Bauer, ex calciatore svizzero (Winterthur, n. 1992)
- Moritz Broschinski, calciatore tedesco (Finsterwalde, n. 2000)
- Moritz Hartmann, calciatore tedesco (Oberviechtach, n. 1986)
- Moritz Heyer, calciatore tedesco (Ostercappeln, n. 1995)
- Moritz Jenz, calciatore tedesco (Berlino, n. 1999)
- Moritz Kuhn, calciatore tedesco (Ostfildern, n. 1991)
- Moritz Leitner, ex calciatore tedesco (Monaco di Baviera, n. 1992)
- Moritz Nicolas, calciatore tedesco (Gladbeck, n. 1997)
- Moritz Oswald, calciatore austriaco (n. 2002)
- Moritz Stoppelkamp, calciatore tedesco (Duisburg, n. 1986)
- Moritz Wels, calciatore austriaco (Hartberg, n. 2004)

## Cestisti(3)
- Moritz Kleine-Brockhoff, ex cestista e giornalista tedesco (Essen, n. 1968)
- Moritz Lanegger, cestista austriaco (Graz, n. 1990)
- Moritz Sanders, cestista tedesco (Rotthalmünster, n. 1998)

## Ciclisti su strada(1)
- Moritz Kretschy, ciclista su strada e pistard tedesco (Annaberg-Buchholz, n. 2002)

## Compositori(3)
- Moritz Eggert, compositore e pianista tedesco (Heidelberg, n. 1965)
- Moritz Hauptmann, compositore e musicologo tedesco (Dresda, n. 1792 - Lipsia, † 1868)
- Moritz Moszkowski, compositore e pianista polacco (Breslavia, n. 1854 - Parigi, † 1925)

## Critici cinematografici(1)
- Moritz de Hadeln, critico cinematografico inglese (Exeter, n. 1940)

## Dermatologi(1)
- Moritz Kaposi, dermatologo ungherese (Kaposvár, n. 1837 - Vienna, † 1902)

## Diplomatici(1)
- Moritz Esterházy de Galantha, diplomatico e nobile austriaco (Vienna, n. 1807 - Pirna, † 1890)

## Ebraisti(1)
- Moritz Steinschneider, ebraista e bibliografo ceco (Prostějov, n. 1816 - Berlino, † 1907)

## Filologi(1)
- Moriz Haupt, filologo classico e latinista tedesco (Zittau, n. 1808 - Berlino, † 1874)

## Filosofi(2)
- Moritz Geiger, filosofo tedesco (Francoforte sul Meno, n. 1880 - Seal Harbor, † 1937)
- Moritz Lazarus, filosofo e psicologo tedesco (Filehne, n. 1824 - Merano, † 1903)

## Fisici(2)
- Moritz Schlick, fisico e filosofo tedesco (Berlino, n. 1882 - Vienna, † 1936)
- Moritz Hermann von Jacobi, fisico e ingegnere prussiano (Potsdam, n. 1801 - San Pietroburgo, † 1874)

## Fisiologi(2)
- Moritz Schiff, fisiologo e anatomista tedesco (Francoforte sul Meno, n. 1823 - Ginevra, † 1896)
- Moritz Traube, fisiologo tedesco (Ratibor, n. 1826 - Berlino, † 1894)

## Fotografi(1)
- Moritz Lotze, fotografo tedesco (Freiberg, n. 1809 - Monaco di Baviera, † 1890)

## Generali(4)
- Moritz von Bissing, generale tedesco (Ober Bellmannsdorf, n. 1844 - Trois Fontaines, † 1917)
- Fedor von Bock, generale tedesco (Küstrin, n. 1880 - Oldenburg in Holstein, † 1945)
- Moritz Auffenberg von Komarów, generale e politico austro-ungarico (Troppau, n. 1852 - Vienna, † 1928)
- Moritz Karl Ernst von Prittwitz, generale prussiano (Alzenau, n. 1795 - Berlino, † 1885)

## Geologi(1)
- Alphons Stübel, geologo, entomologo e vulcanologo tedesco (Lipsia, n. 1835 - Dresda, † 1904)

## Giocatori di football americano(1)
- Moritz Böhringer, giocatore di football americano tedesco (Stoccarda, n. 1993)

## Hockeisti su ghiaccio(1)
- Moritz Müller, hockeista su ghiaccio tedesco (Francoforte sul Meno, n. 1986)

## Hockeisti su prato(1)
- Moritz Fürste, hockeista su prato tedesco (Amburgo, n. 1984)

## Matematici(3)
- Werner Fenchel, matematico tedesco (Berlino, n. 1905 - Copenaghen, † 1988)
- Moritz Pasch, matematico tedesco (Breslavia, n. 1843 - Bad Homburg vor der Höhe, † 1930)
- Moritz Abraham Stern, matematico tedesco (Francoforte sul Meno, n. 1807 - Zurigo, † 1894)

## Medici(2)
- Moritz Litten, medico tedesco (Berlino, n. 1845 - † 1907)
- Moritz Heinrich Romberg, medico e neurologo tedesco (Meiningen, n. 1795 - Berlino, † 1873)

## Neurologi(1)
- Moritz Benedikt, neurologo austro-ungarico (Eisenstadt, n. 1835 - Vienna, † 1920)

## Ottici(1)
- Moritz Hensoldt, ottico e imprenditore tedesco (Lindenau, n. 1821 - Wetzlar, † 1903)

## Paleontologi(1)
- Moritz Hoernes, paleontologo austriaco (Vienna, n. 1815 - Vienna, † 1868)

## Pallavolisti(1)
- Moritz Karlitzek, pallavolista tedesco (Hammelburg, n. 1996)

## Patologi(1)
- Hugo Ribbert, patologo tedesco (Hohenlimburg, n. 1855 - Bonn, † 1920)

## Pianisti(1)
- Moritz Mayer-Mahr, pianista tedesco (Mannheim, n. 1869 - Göteborg, † 1947)

## Pistard(1)
- Moritz Malcharek, pistard e ciclista su strada tedesco (Berlino, n. 1997)

## Pittori(3)
- Moritz Michael Daffinger, pittore e miniatore austriaco (Vienna, n. 1790 - Vienna, † 1849)
- Moritz Kellerhoven, pittore tedesco (Altenrath, n. 1758 - Monaco di Baviera, † 1830)
- Moritz von Schwind, pittore austriaco (Vienna, n. 1804 - Pöcking, † 1871)

## Poeti(1)
- Moritz Hartmann, poeta austriaco (Dušnik, n. 1821 - Vienna, † 1872)

## Polistrumentisti(1)
- Moritz von Oswald, polistrumentista, compositore e produttore discografico tedesco (Berlino, n. 1962)

## Politici(1)
- Moritz Leuenberger, politico e avvocato svizzero (Bienne, n. 1946)

## Sceneggiatori(1)
- Moritz Binder, sceneggiatore tedesco (Monaco di Baviera, n. 1982)

## Sciatori alpini(1)
- Moritz Zudrell, sciatore alpino austriaco (n. 2005)

## Scrittori(1)
- Moritz Jahn, scrittore e poeta tedesco (Lilienthal, n. 1884 - Gottinga, † 1979)

## Tuffatori(1)
- Moritz Wesemann, tuffatore tedesco (n. 2002)